# Премия RU.TV 2021
X Юбилейная Русская Музыкальная Премия телеканала RU.TV 2021 — десятая Юбилейная Музыкальная Премия телеканала RU.TV. Церемония вручения состоялась 22 мая 2021 года в московском концертном зале Crocus City Hall.

## Голосование
22 апреля 2021 года в прямом эфире телеканала RU.TV были объявлены номинации и кто на них номинирован. Голосование продлилось с 22 апреля по 21 мая 2021 года включительно.

## Выступления и список звёзд
| Исполнитель                                                         | Песня                                                        |
| ------------------------------------------------------------------- | ------------------------------------------------------------ |
| Zivert & Макс Барских                                               | «BESTSELLER»                                                 |
| Полина Гагарина                                                     | «Смотри», «На расстоянии», «Драмы больше нет»                |
| Сергей Лазарев                                                      | «Лови», «Я не боюсь», «Я не могу молчать»                    |
| Artik & Asti                                                        | «Девочка танцуй», «Все мимо», «Истеричка»                    |
| ЮрКисс                                                              | «Бабки есть»                                                 |
| LOBODA                                                              | «Родной», «moLOko», «Новый Рим», «SuperSTAR»                 |
| Артур Пирожков                                                      | «Она решила сдаться», «ТудЫм-сюдЫм», «Перетанцуй меня»       |
| Елена Север                                                         | «Эта любовь»                                                 |
| Макс Барских                                                        | «Лей, не жалей»                                              |
| Вера Брежнева                                                       | «Sestra»                                                     |
| Vlade Kay                                                           | «Dancing trough the night»                                   |
| Niletto                                                             | «Любимка»                                                    |
| Zivert                                                              | «Многоточия»                                                 |
| Земляне и Дима Билан                                                | «Трава у дома»                                               |
| Дима Билан                                                          | «Держи», «Молния», «Полуночное такси», «Про белые розы»      |
| Даня Милохин и Николай Басков                                       | «Дико тусим»                                                 |
| Velvet Music: Burito, Мари Краймбрери, Звонкий, Анна Плетнёва, Ёлка | Megamix: «Мегахит», «Океан», «Ностальжи», «Ева», «Мне легко» |
| Иракли и Маша Вебер                                                 | «Просто дождь»                                               |
| СПб                                                                 | «Детка»                                                      |

## Список номинантов
Победители отмечены галочкой.
| Лучший дуэт | Лучшая группа |
| --- | --- |
| - MONATIK & Вера Брежнева — «ВЕЧЕРиНОЧКА» - Валерий Меладзе и Альбина Джанабаева — «Мегаполисы» - Макс Барских & Zivert — «Bestseller» - Миша Марвин & Ханна — «Французский поцелуй» - Тимур Родригез и Григорий Лепс — «Спасибо» | - Artik & Asti - A’Studio - PIZZA - #2Маши - Filatov & Karas |
| Музыкальный блогер | Лучший хип-хоп проект |
| - DAVA - Даня Милохин - Аня Pokrov - MIA BOYKA - KARA KROSS | - HammAli & Navai - ST - T-killah - Мот - Джиган |
| Лучший певец | Лучший кавер |
| - Макс Барских - Дима Билан - Сергей Лазарев - Артур Пирожков - Валерий Меладзе | - T-killah feat. Maria Kakdela — «Люби меня люби» - Filatov & Karas & Burito — «Возьми моё сердце» - Александр Петров — «Тополиный пух» - Мохито — «В жизни так бывает» - Иракли & Маша Вебер — «Просто дождь» |
| Лучший видеоклип | Лучший старт |
| - Mark Ovski — «Босиком» - Макс Барских — «Лей, не жалей» - Лана Свит — «В моём сердце…» - Даня Милохин & Николай Басков — «Дико тусим» - Елена Север и Александр Маршал — «Война, так война»                                     | - Jony — «Комета» - Dabro — «Юность» - Ваня Дмитриенко — «Венера-Юпитер» - Хабиб — «Ягода малинка» - NILETTO — «Любимка»                                                                                       |
| Лучшая певица | Лучшая песня |
| - LOBODA - Zivert - Ани Лорак - Полина Гагарина - Мари Краймбрери | - Artik & Asti — «Девочка танцуй» - NILETTO — «Любимка» - Dabro — «Юность» - Emin — «МММ» - LOBODA — «Мой» |
| Звезда танцпола (DFM) | Анимационный клип |
| - Dabro — «Юность» - Клава Кока & NILETTO — «Краш» - Rauf & Faik, NILETTO — «Если тебе будет грустно» - Filatov & Karas — «Чилить» - Artik & Asti — «Девочка танцуй»                                                              | - Би-2 — «Депрессия» - Николай Басков — «Зараза» - Супер Жорик — «Чао! Чао!» - CeloFan — «Космос» - A’Studio — «Остров»                                                                                        |